# Jaguar R5
Der Jaguar R5 war der Formel-1-Rennwagen von Jaguar für die Saison 2004. Das Auto folgte dem in der vorhergehenden Saison eingesetzten Jaguar R4. Er war das letzte Auto, das Jaguar für eine Formel-1-Saison meldete.

## Fahrer
Nach einer konstanten Saison 2003 war Mark Webber weiterhin erster Stammfahrer. Als Teamkameraden erhielt er den Österreicher Christian Klien, der in der Saison 2004 debütierte. Justin Wilson, der in der vorhergehenden Saison den ursprünglichen, wegen mangelhafter Leistung entlassenen zweiten Fahrer Antonio Pizzonia ersetzte, kam nicht zum Zug.

## Technik
Der R5 wurde aus dem Vorjahreswagen R4 entwickelt. In den Wintertests zeigte sich der Wagen vielversprechend, allerdings mangelte es ihm an Zuverlässigkeit (12 Ausfälle).
Das Chassis war als Monocoque konstruiert, in dem der 3-Liter-V10-Cosworth-Motor vom Typ CR-6 als Einheit eingebaut wurde. Die maximale Drehzahl des Motors lag bei 18.000/min. Der Wagen hatte ein von Jaguar entwickeltes hydraulisches Siebengangschaltgetriebe.
Die vordere Aufhängung bestand aus Carbon (CFK) gefertigten Querlenker und Stangen mit Schraubenfedern und Stabilisator. Die für Aufhängung hinten wurden die Querverbindungen und Stangen ebenfalls aus CFK gefertigt mit Schraubenfedern und Stabilisator. Rundum waren Dämpfer von Koni eingebaut.
Die Bremsanlage hatte Sechs-Kolben-Bremssättel aus einer Lithium-Legierung und Bremsscheiben und Bremsbelägen aus Kohlenstoffmaterial.
An der Vorderachse waren Räder in der Dimension 12,7 × 13 Zoll und an der Hinterachse in der Dimension 13,4 × 13 Zoll vom Hersteller OZ Racing montiert.

## Saison 2004
Die Saison 2004 verlief mit nur 10 Punkten und dem siebten Platz in der Konstrukteurswertung enttäuschend. Mark Webber konnte gelegentlich mit guten Startplätzen Aufmerksamkeit erregen, allerdings diese oft nicht in Punkte umsetzen.
Nach der Saison wurde das Team von Red Bull übernommen und in Red Bull Racing umbenannt.

## Lackierung und Sponsoring
Der R5 ist überwiegend in Weiß und Grün lackiert. Weiterhin gibt es Farbakzente in Rot. Es werben AT&T, Beck’s, Castrol, DuPont, HSBC, Pioneer und Michelin auf dem Fahrzeug.

## Ergebnisse
| Fahrer                          | Nr.                             | 1   | 2   | 3  | 4  | 5   | 6   | 7  | 8   | 9   | 10 | 11 | 12 | 13 | 14  | 15 | 16  | 17  | 18  | Punkte | Rang |
| ------------------------------- | ------------------------------- | --- | --- | -- | -- | --- | --- | -- | --- | --- | -- | -- | -- | -- | --- | -- | --- | --- | --- | ------ | ---- |
| Formel-1-Weltmeisterschaft 2004 | Formel-1-Weltmeisterschaft 2004 |     |     |    |    |     |     |    |     |     |    |    |    |    |     |    |     |     |     | 10     | 7.   |
| M. Webber                       | 11                              | DNF | DNF | 8  | 13 | 12  | DNF | 7  | DNF | DNF | 9  | 8  | 6  | 10 | DNF | 9  | 10  | DNF | DNF | 10     | 7.   |
| Christian Klien                 | 12                              | 11  | 10  | 14 | 14 | DNF | DNF | 12 | 9   | DNF | 11 | 14 | 10 | 13 | 6   | 13 | DNF | 12  | 14  | 10     | 7.   |

| Legende  | Legende            | Legende                                                          |
| Farbe    | Abkürzung          | Bedeutung                                                        |
| -------- | ------------------ | ---------------------------------------------------------------- |
| Gold     | –                  | Sieg                                                             |
| Silber   | –                  | 2. Platz                                                         |
| Bronze   | –                  | 3. Platz                                                         |
| Grün     | –                  | Platzierung in den Punkten                                       |
| Blau     | –                  | Klassifiziert außerhalb der Punkteränge                          |
| Violett  | DNF                | Rennen nicht beendet (did not finish)                            |
| Violett  | NC                 | nicht klassifiziert (not classified)                             |
| Rot      | DNQ                | nicht qualifiziert (did not qualify)                             |
| Rot      | DNPQ               | in Vorqualifikation gescheitert (did not pre-qualify)            |
| Schwarz  | DSQ                | disqualifiziert (disqualified)                                   |
| Weiß     | DNS                | nicht am Start (did not start)                                   |
| Weiß     | WD                 | zurückgezogen (withdrawn)                                        |
| Hellblau | PO                 | nur am Training teilgenommen (practiced only)                    |
| Hellblau | TD                 | Freitags-Testfahrer (test driver)                                |
| ohne     | DNP                | nicht am Training teilgenommen (did not practice)                |
| ohne     | INJ                | verletzt oder krank (injured)                                    |
| ohne     | EX                 | ausgeschlossen (excluded)                                        |
| ohne     | DNA                | nicht erschienen (did not arrive)                                |
| ohne     | C                  | Rennen abgesagt (cancelled)                                      |
| ohne     | keine WM-Teilnahme |                                                                  |
| sonstige | P/fett             | Pole-Position                                                    |
| sonstige | 1/2/3/4/5/6/7/8    | Punktplatzierung im Sprint-/Qualifikationsrennen                 |
| sonstige | SR/kursiv          | Schnellste Rennrunde                                             |
| sonstige | *                  | nicht im Ziel, aufgrund der zurückgelegten Distanz aber gewertet |
| sonstige | ()                 | Streichresultate                                                 |
| sonstige | unterstrichen      | Führender in der Gesamtwertung                                   |